# Daniel Štefan Veselý
Daniel Štefan Veselý (26. prosince 1929, Turčiansky Svätý Martin – 21. září 2000) byl slovenský evangelický farář, teolog a historik.
Během studia teologie byl v roce 1952 vyloučen z univerzity a odsouzen k trestu tří let odnětí svobody za spolčení a nepřátelství proti republice. Po propuštění pracoval v knihovně a následně jako traktorista. V roce 1964 byl jeho trestní rozsudek zrušen a Daniel Veselý mohl dokončit svá teologická studia. Ordinován byl v roce 1967. V roce 1989 se angažoval v hnutí Veřejnost proti násilí. V letech 1990–1995 zastával úřad prvního předsedy Sdružení evangelických duchovních (ZED). Vyučoval církevní dějiny na Univerzitě Komenského v Bratislavě; v roce 1996 se habilitoval na základě práce o Eliáši Lánim.

## Dílo
- Dejiny kresťanstva a reformácie na Slovensku[1]